# Brescia Calcio 1995-1996
Questa pagina raccoglie le informazioni riguardanti il Brescia Calcio nelle competizioni ufficiali della stagione 1995-1996.

## Stagione
Nella stagione 1995-1996 il Brescia riparte dalla Serie B dopo la fallimentare stagione precedente, richiamando in panchina Mircea Lucescu. Il campionato parte benissimo per i lombardi, con una roboante vittoria e Pescara all'esordio ed il primato solitario in classifica dopo cinque giornate, davanti al Verona. Tuttavia, una vistosa flessione porterà a chiudere il girone d'andata al 13º posto con 23 punti, ad un solo punto dal quart'ultimo posto. A seguito della sconfitta per 5-0 sul campo della Salernitana alla 24ª giornata, Mircea Lucescu viene sollevato dall'incarico, venendo sostituito da Edoardo Reja. Vincendo (1-2) l'ultima partita di campionato contro il Cesena in trasferta, il Brescia si salva dalla retrocessione per un solo punto, complice la sconfitta della Fidelis Andria sul campo del Genoa. Chiude la carriera nel Brescia con 20 presenze stagionali Stefano Bonometti, il quale in diciassette stagioni ha vestito la casacca delle rondinelle per 421 volte realizzando 26 reti.
La squadra partecipa alla Coppa Anglo-Italiana, classificandosi sesta nel girone B, pareggiando con Southend Utd, Ipswich Town e Stoke City e perdendo in casa all'ultima giornata con il West Bromwich, venendo così eliminata dalla competizione.
In Coppa Italia, il Brescia è eliminato al primo turno in gara unica dal Fiorenzuola.

## Divise e sponsor
Lo sponsor tecnico per la stagione 1995-1996 è ABM, mentre lo sponsor ufficiale è Polenghi.

## Rosa
| N. |                    | Ruolo | Calciatore          |
| -- | ------------------ | ----- | ------------------- |
| 1  | Italia (bandiera)  | P     | Paolo Di Sarno      |
| 2  | Italia (bandiera)  | D     | Giandomenico Costi  |
| 3  | Italia (bandiera)  | D     | Vincenzo Lambertini |
| 4  | Italia (bandiera)  | C     | Stefano Bonometti   |
| 5  | Italia (bandiera)  | D     | Luca Luzardi        |
| 6  | Italia (bandiera)  | D     | Sergio Battistini   |
| 7  | Italia (bandiera)  | A     | Maurizio Neri       |
| 8  | Romania (bandiera) | C     | Ioan Sabău          |
| 9  | Italia (bandiera)  | A     | Claudio Lunini      |
| 10 | Italia (bandiera)  | C     | Salvatore Giunta    |
| 11 | Italia (bandiera)  | A     | Giampaolo Saurini   |
| 12 | Italia (bandiera)  | P     | Nello Cusin         |
| 13 | Italia (bandiera)  | D     | Daniele Adani       |
| 14 | Italia (bandiera)  | D     | Davide Mezzanotti   |

| N. |                   | Ruolo | Calciatore           |
| -- | ----------------- | ----- | -------------------- |
| 15 | Italia (bandiera) | C     | Roberto Baronio      |
| 16 | Italia (bandiera) | A     | Franco Lerda         |
| 17 | Italia (bandiera) | C     | Emanuele Filippini   |
| 18 | Italia (bandiera) | C     | Antonio Filippini    |
| 19 | Italia (bandiera) | C     | Andrea Pirlo         |
| 21 | Italia (bandiera) | D     | Alberto Savino       |
| 22 | Italia (bandiera) | A     | Gabriele Ambrosetti  |
| 23 | Italia (bandiera) | A     | Marcello Campolonghi |
| 25 | Italia (bandiera) | C     | Sergio Volpi         |
| 27 | Italia (bandiera) | D     | Giovanni Francini    |
| 29 | Italia (bandiera) | C     | Marco Barollo        |
|    | Italia (bandiera) | P     | Carlo Riccetelli     |
|    | Italia (bandiera) | C     | Stefano Tagliani     |
|    | Italia (bandiera) | A     | Antonio Bernardi     |

## Risultati

### Serie B

#### Girone di andata
| Arbitro: | Tombolini (Ancona) |

|                      |           |                                                |
| Nobile 45’ Gelsi 83’ | Marcatori | 23’ Neri 33’ Giunta 73’ Ambrosetti 90’ Saurini |

| Arbitro: | Gronda (Genova) |

|                            |           |                          |
| Saurini 39’ Ambrosetti 44’ | Marcatori | 33’ Massara 73’ Beghetto |

| Lucca 10 settembre 1995 3ª giornata | Lucchese           | 0 – 0 referto | Brescia | Stadio Porta Elisa (5 220 spett.)\| Arbitro: \| De Santis (Tivoli) \| |
| Arbitro:                            | De Santis (Tivoli) |               |         |                                                                       |

| Arbitro: | Treossi (Forlì) |

|            |           |  |
| Giunta 56’ | Marcatori |  |

| Arbitro: | Beschin (Legnago) |

|             |           |  |
| Saurini 45’ | Marcatori |  |

| Arbitro: | Ceccarini (Livorno) |

|                |           |           |
| Luiso 21’, 31’ | Marcatori | 80’ Lerda |

| Arbitro: | Dagnello (Trieste) |

|         |           |               |
| Neri 7’ | Marcatori | 41’ Provitali |

| Arbitro: | Braschi (Prato) |

|             |           |  |
| Morello 76’ | Marcatori |  |

| Brescia 22 ottobre 1995 9ª giornata | Brescia            | 0 – 0 referto | Palermo | Stadio Mario Rigamonti (4 925 spett.)\| Arbitro: \| Ercolino (Cassino) \| |
| Arbitro:                            | Ercolino (Cassino) |               |         |                                                                           |

| Arbitro: | Farina (Novi Ligure) |

|  |           |                                                      |
|  | Marcatori | 13’ Baronio 16’, 27’ Neri 37’ Adani 75’ E. Filippini |

| Arbitro: | Bettin (Padova) |

|                         |           |  |
| Campolonghi 5’ Neri 45’ | Marcatori |  |

| Arbitro: | Cardona (Milano) |

|                      |           |          |
| Artistico 45’ (rig.) | Marcatori | 6’ Volpi |

| Arbitro: | Cinciripini (Ascoli Piceno) |

|                                |           |                           |
| Lerda 30’ Campolonghi 75’, 86’ | Marcatori | 14’ Montrone 88’ Biagioni |

| Arbitro: | Rodomonti (Teramo) |

|                         |           |            |
| Pasino 52’ Aglietti 60’ | Marcatori | 27’ Lunini |

| Arbitro: | Farina (Novi Ligure) |

|  |           |                |
|  | Marcatori | 85’ Pietranera |

| Arbitro: | Boggi (Salerno) |

|                                       |           |                                  |
| Alessio 21’ Lucarelli 45’ Marulla 52’ | Marcatori | 62’ (aut.) Paschetta 64’ Saurini |

| Arbitro: | Lana (Torino) |

|  |           |             |
|  | Marcatori | 90’ Cossato |

| Arbitro: | De Prisco (Nocera Inferiore) |

|                             |           |          |
| Meacci 56’, 59’ Allegri 67’ | Marcatori | 83’ Neri |

| Brescia 14 gennaio 1996 19ª giornata | Brescia              | 0 – 0 referto | Cesena | Stadio Mario Rigamonti (5 434 spett.)\| Arbitro: \| Pairetto (Nichelino) \| |
| Arbitro:                             | Pairetto (Nichelino) |               |        |                                                                             |

#### Girone di ritorno
| Arbitro: | Nicchi (Arezzo) |

|            |           |  |
| Giunta 31’ | Marcatori |  |

| Arbitro: | Treossi (Forlì) |

|             |           |  |
| Massara 45’ | Marcatori |  |

| Arbitro: | De Santis (Tivoli) |

|          |           |           |
| Neri 63’ | Marcatori | 89’ Guzzo |

| Arbitro: | Bolognino (Milano) |

|                         |           |             |
| De Vitis 45’ Baroni 90’ | Marcatori | 53’ Barollo |

| Arbitro: | Rosica (Roma) |

|                                                   |           |  |
| Ferrante 18’, 41’ Ricchetti 53’ A. Pirri 63’, 74’ | Marcatori |  |

| Arbitro: | Serena (Bassano del Grappa) |

|                        |           |  |
| Giunta 32’ Saurini 72’ | Marcatori |  |

| Arbitro: | Pairetto (Torino) |

|                                     |           |  |
| Da. Pellegrini 42’ Cerbone 54’, 89’ | Marcatori |  |

| Arbitro: | Cardona (Milano) |

|           |           |  |
| Lunini 5’ | Marcatori |  |

| Arbitro: | Serena (Bassano del Grappa) |

|                           |           |  |
| Barraco 33’ Scarafoni 62’ | Marcatori |  |

| Arbitro: | Boggi (Salerno) |

|  |           |             |
|  | Marcatori | 87’ Sciacca |

| Arbitro: | Tombolini (Ancona) |

|                            |           |              |
| Bortolazzi 7’ Montella 37’ | Marcatori | 5’, 64’ Neri |

| Arbitro: | Rossi (Ciampino) |

|                                                   |           |  |
| Neri 44’ Lunini 63’ A. Filippini 74’ Bernardi 88’ | Marcatori |  |

| Arbitro: | Stafoggia (Pesaro) |

|                    |           |                  |
| Luzardi 24’ (aut.) | Marcatori | 12’ A. Filippini |

| Arbitro: | Collina (Viareggio) |

|          |           |              |
| Neri 74’ | Marcatori | 50’ Visentin |

| Arbitro: | Trentalange (Torino) |

|                                                  |           |                           |
| Simutenkov 5’ Gregucci 23’ Simutenkov 53’ (rig.) | Marcatori | 2’ A. Filippini 32’ Volpi |

| Arbitro: | Cinciripini (Ascoli Piceno) |

|                                                       |           |            |
| Giunta 30’ Neri 33’ Bonometti 39’ (rig.) Bernardi 49’ | Marcatori | 88’ Miceli |

| Arbitro: | Pairetto (Nichelino) |

|                             |           |  |
| Adani 89’ (aut.) Rinino 90’ | Marcatori |  |

| Arbitro: | Ceccarini (Livorno) |

|                |           |           |
| Neri 6’ (rig.) | Marcatori | 45’ Suppa |

| Arbitro: | Cesari (Genova) |

|            |           |                           |
| Hubner 71’ | Marcatori | 53’ E. Filippini 69’ Neri |

### Coppa Italia
| Arbitro: | Dagnello (Trieste) |

|                            |           |             |
| Bottazzi 70’ Clementi 111’ | Marcatori | 37’ Baronio |

### Coppa Anglo-Italiana
| Southend-on-Sea 5 settembre 1995 1ª giornata | Southend Utd | 0 – 0 | Brescia | Roots Hall |

| Brescia 11 ottobre 1995 2ª giornata                                               | Brescia   | 2 – 2                 | Ipswich Town | Stadio Mario Rigamonti |
| \| \| \| \| \| Lunini 23’ Ambrosetti 61’ \| Marcatori \| 74’ Mason 81’ Sedgley \| |           |                       |              |                        |
|                                                                                   |           |                       |              |                        |
| Lunini 23’ Ambrosetti 61’                                                         | Marcatori | 74’ Mason 81’ Sedgley |              |                        |

| Stoke-on-Trent 8 novembre 1995 3ª giornata              | Stoke City | 1 – 1      | Brescia | Victoria Ground |
| \| \| \| \| \| Dreyer 90’ \| Marcatori \| 14’ Lunini \| |            |            |         |                 |
|                                                         |            |            |         |                 |
| Dreyer 90’                                              | Marcatori  | 14’ Lunini |         |                 |

| Brescia 13 dicembre 1995 4ª giornata         | Brescia   | 0 – 1      | West Bromwich | Stadio Mario Rigamonti |
| \| \| \| \| \| \| Marcatori \| 87’ Taylor \| |           |            |               |                        |
|                                              |           |            |               |                        |
|                                              | Marcatori | 87’ Taylor |               |                        |

## Statistiche

### Statistiche di squadra
| Competizione         | Punti | In casa | In casa | In casa | In casa | In casa | In casa | In trasferta | In trasferta | In trasferta | In trasferta | In trasferta | In trasferta | Totale | Totale | Totale | Totale | Totale | Totale | DR |
| Competizione         | Punti | G       | V       | N       | P       | Gf      | Gs      | G            | V            | N            | P            | Gf           | Gs           | G      | V      | N      | P      | Gf     | Gs     | DR |
| -------------------- | ----- | ------- | ------- | ------- | ------- | ------- | ------- | ------------ | ------------ | ------------ | ------------ | ------------ | ------------ | ------ | ------ | ------ | ------ | ------ | ------ | -- |
| Serie B              | 46    | 19      | 9       | 7       | 3       | 25      | 12      | 19           | 3            | 3            | 13           | 23           | 37           | 38     | 12     | 10     | 16     | 48     | 49     | -1 |
| Coppa Italia         |       | 0       | 0       | 0       | 0       | 0       | 0       | 1            | 0            | 0            | 1            | 1            | 2            | 1      | 0      | 0      | 1      | 1      | 2      | -1 |
| Coppa Anglo-Italiana |       | 2       | 0       | 1       | 1       | 2       | 3       | 2            | 0            | 2            | 0            | 1            | 1            | 4      | 0      | 3      | 1      | 3      | 4      | -1 |
| Totale               |       | 21      | 9       | 8       | 4       | 27      | 15      | 22           | 3            | 5            | 14           | 25           | 40           | 43     | 12     | 13     | 18     | 52     | 55     | -3 |

### Statistiche dei giocatori
| Giocatore      | Serie B  | Serie B | Serie B     | Serie B    | Coppa Italia | Coppa Italia | Coppa Italia | Coppa Italia | Totale   | Totale | Totale      | Totale     |
| Giocatore      | Presenze | Reti    | Ammonizioni | Espulsioni | Presenze     | Reti         | Ammonizioni  | Espulsioni   | Presenze | Reti   | Ammonizioni | Espulsioni |
| -------------- | -------- | ------- | ----------- | ---------- | ------------ | ------------ | ------------ | ------------ | -------- | ------ | ----------- | ---------- |
| D. Adani       | 35       | 1       | ?           | ?          | ?            | ?            | ?            | ?            | 35+      | 1+     | ?           | ?          |
| G. Ambrosetti  | 9        | 2       | ?           | ?          | ?            | ?            | ?            | ?            | 9+       | 2+     | ?           | ?          |
| M. Barollo     | 13       | 1       | ?           | ?          | ?            | ?            | ?            | ?            | 13+      | 1+     | ?           | ?          |
| R. Baronio     | 28       | 1       | ?           | ?          | ?            | ?            | ?            | ?            | 28+      | 1+     | ?           | ?          |
| S. Battistini  | 18       | 0       | ?           | ?          | ?            | ?            | ?            | ?            | 18+      | 0+     | ?           | ?          |
| A. Bernardi    | 6        | 2       | ?           | ?          | ?            | ?            | ?            | ?            | 6+       | 2+     | ?           | ?          |
| S. Bonometti   | 20       | 1       | ?           | ?          | ?            | ?            | ?            | ?            | 20+      | 1+     | ?           | ?          |
| M. Campolonghi | 18       | 3       | ?           | ?          | ?            | ?            | ?            | ?            | 18+      | 3+     | ?           | ?          |
| G. Costi       | 10       | 0       | ?           | ?          | ?            | ?            | ?            | ?            | 10+      | 0+     | ?           | ?          |
| N. Cusin       | 3        | -6      | ?           | ?          | ?            | ?            | ?            | ?            | 3+       | -6+    | ?           | ?          |
| P. Di Sarno    | 35       | -43     | ?           | ?          | ?            | ?            | ?            | ?            | 35+      | -43+   | ?           | ?          |
| A. Filippini   | 29       | 3       | ?           | ?          | ?            | ?            | ?            | ?            | 29+      | 3+     | ?           | ?          |
| E. Filippini   | 22       | 2       | ?           | ?          | ?            | ?            | ?            | ?            | 22+      | 2+     | ?           | ?          |
| G. Francini    | 13       | 0       | ?           | ?          | ?            | ?            | ?            | ?            | 13+      | 0+     | ?           | ?          |
| S. Giunta      | 31       | 5       | ?           | ?          | ?            | ?            | ?            | ?            | 31+      | 5+     | ?           | ?          |
| V. Lambertini  | 10       | 0       | ?           | ?          | ?            | ?            | ?            | ?            | 10+      | 0+     | ?           | ?          |
| F. Lerda       | 18       | 2       | ?           | ?          | ?            | ?            | ?            | ?            | 18+      | 2+     | ?           | ?          |
| C. Lunini      | 20       | 3       | ?           | ?          | ?            | ?            | ?            | ?            | 20+      | 3+     | ?           | ?          |
| L. Luzardi     | 30       | 0       | ?           | ?          | ?            | ?            | ?            | ?            | 30+      | 0+     | ?           | ?          |
| D. Mezzanotti  | 26       | 0       | ?           | ?          | ?            | ?            | ?            | ?            | 26+      | 0+     | ?           | ?          |
| M. Neri        | 38       | 14      | ?           | ?          | ?            | ?            | ?            | ?            | 38+      | 14+    | ?           | ?          |
| I. Sabau       | 30       | 0       | ?           | ?          | ?            | ?            | ?            | ?            | 30+      | 0+     | ?           | ?          |
| G. Saurini     | 23       | 5       | ?           | ?          | ?            | ?            | ?            | ?            | 23+      | 5+     | ?           | ?          |
| A. Savino      | 16       | 0       | ?           | ?          | ?            | ?            | ?            | ?            | 16+      | 0+     | ?           | ?          |
| S. Tagliani    | 1        | 0       | ?           | ?          | ?            | ?            | ?            | ?            | 1+       | 0+     | ?           | ?          |
| S. Volpi       | 22       | 2       | ?           | ?          | ?            | ?            | ?            | ?            | 22+      | 2+     | ?           | ?          |